# 广西省藤
广西省藤（学名：Calamus guangxiensis）为棕榈科省藤属下的一个种。其种加词“guangxiensis”意为“广西的”。
现接受名为电白省藤（Calamus dianbaiensis C.F.Wei, 1986）。